# 柏林爱乐乐团
柏林爱乐乐团（德語：Berliner Philharmoniker），舊名柏林愛樂管弦樂團（Berliner Philharmonisches Orchester），成立于1882年，並在其後的數十年間發展成為世界等级的管弦乐团。

## 沿革
1867年，音乐家本雅明·比尔泽在柏林成立了一支冠以他自己名字的乐队，很快乐团就拥有乐手70人。这支乐队是柏林爱乐乐团的前身。
1887年，54名乐手因为对工资合同不满，离开了乐团。他们在演出经纪人赫尔曼·沃尔夫的倡议下，与其他一些业余音乐家组建了另一支乐团，名为爱乐乐团。这一事件标志着柏林爱乐乐团正式成立。乐团最初的指挥是弗朗茨·维尔纳。但他很快就离开了乐团。弗朗茨·维尔纳并没有给初生的柏林爱乐带来很大的影响。
后来的指挥是布拉姆斯的好友约瑟夫·约阿希姆。但他的演奏曲目仅限于布拉姆斯等少数的几位德奥作曲家的范围内。乐团未见得有很大的进步。
再后来接掌柏林爱乐的人乃是漢斯·馮·彪羅。他是赫赫有名的李斯特之女柯西瑪的前夫，以鋼琴家出身，由於華格納與柯西瑪外遇，離婚後失意的他開始轉型，朝指揮之路專心發展。他的音樂造詣深厚，在5年时间內就把柏林愛樂提升至一流樂團的新境界，並獲得團員們的衷心敬愛。他後來被視為柏林愛樂的奠基者。与此同时，著名的作曲家如布拉姆斯、马勒、葛利格、柴可夫斯基、理察·史特勞斯以及普菲茨纳也是乐团的客席指挥。
1895年，尼基施·阿图尔担任乐团的首席指挥。在他的手中，柏林爱乐成为世界顶级乐团，演出曲目大大拓宽。
1923年，尼基施逝世，乐团的首席指挥由36岁的福特萬格勒担任。福特萬格勒带领乐团做了不少巡回演出，使得乐团的霸主地位进一步稳固。
1944年，在二战的硝烟中柏林爱乐大厅被炮火摧毁，乐团在教堂的场合继续演出。
1945年4月15日，柏林被攻陷前的最后一场音乐会。
1945年5月26日，指挥里奧·波查德在废墟中指挥乐队举行了战争结束后的首场音乐会。
1945年，罗马尼亚指挥塞尔吉乌·切利比达克成为乐团首席指挥。
1947年，福特萬格勒重返柏林爱乐。
1952年，福特萬格勒再次就任音乐总监。
1954年，福特萬格勒逝世。但临终时的福特萬格勒并不愿意让赫伯特·冯·卡拉扬接任。
1955年，卡拉扬成为柏林爱乐首席指挥。乐团人数达120人，成为一个可演奏所有规模作品的演出团体。
1956年，卡拉扬成为乐团终身首席指挥。这是音乐史上最成功的乐队指挥组合。通过巡回演出，音乐节演出和灌录唱片，乐团的国际声誉达到最高峰。两者合作的34年间，录制唱片无数。
1959年，在卡拉扬带领下，乐团为德意志留声机录音（理查·斯特劳斯的《英雄的生涯》）。达成了铁三角关系。
1960年4月，樂團在巴黎和西德巡迴演出，他們在巴黎演出了全本貝多芬交響曲。
1963年10月15日，柏林爱乐大厅重新开幕。同年发行了卡拉扬指挥乐团录制的贝多芬交响曲全集。
1966年5月，樂團首次在布拉格演出，演奏德弗乍克第8號交響曲等曲目，受到熱烈歡迎。12月，義大利指揮克劳迪奥·阿巴多初次蒞團指揮。隔年的第1屆萨尔茨堡复活节音乐节是柏林愛樂首次演出歌劇，劇目是《女武神》。
1969年5月，他們第一次訪問蘇聯。由於蘇聯當局不承認西柏林屬於西德領土的緣故，柏林愛樂在莫斯科和列寧格勒的演出都被稱為「卡拉揚指揮之西柏林的某樂團」，而沒有使用正式名稱。
1967年－1970年，乐团在卡拉扬的指挥下录制瓦格纳《尼伯龙根的指环》全剧。1970年躬逢大阪世界博覽會之盛，前往當地演出全本貝多芬交響曲與序曲。
1978年10月15日，罕見再有女指揮者在柏林愛樂登台，此人即是瑞士指揮雪兒薇亞·卡道夫。
80年代，卡拉扬和乐团矛盾爆发，两者合作减少。
1989年，卡拉扬去世，樂團選擇克劳迪奥·阿巴多為新任首席指挥。
从2002年至今，经由乐团成员选举，决定由英国指挥家西蒙·拉特尔爵士接掌乐团。拉特爵士致力于发展年轻的乐手。在他的手下，柏林爱乐的平均年龄最小。他还尝试在柏林爱乐和维也纳爱乐乐团之间建立一种合作关系。为此他还举行过一场特别的音乐会，音乐会上他指挥柏林爱乐和维也纳爱乐合奏。
2005年11月，西蒙·拉特尔率领乐团访問中國大陆及台灣。在北京、上海、台北和香港四地演出。
2011年11月，西蒙·拉特尔再次率領樂團來到中国進行2場演出。此演出在中国及日本等國家實況轉播，並在數位音樂廳對全世界訂戶同步播映，規模極其盛大。
2015年6月22日，基里爾·佩特連科經選舉獲得大多數團員支持，將繼任成為樂團首席指揮與柏林愛樂基金會藝術總監，西蒙·拉特尔則會於2018年8月卸任離開樂團。
除上面提到的指挥家外，柏林爱乐还和下面的指挥合作过：
- 卡尔·伯姆
- 祖賓·梅塔
- 丹尼爾·巴倫博伊姆
- 乔治·索尔蒂
- 欧根·约胡姆
- 漢斯·克納佩茨布施
- 拉法埃尔·库贝利克
- 小泽征尔
- 罗斯特洛波维奇
- 约翰·巴比罗利
- 伯纳德·海廷克
- 埃里希·克萊伯
- 卡洛斯·克莱伯
- 馬里斯·揚頌斯
- 里卡多·穆蒂

## 背景與特色

### 管理
柏林爱乐实行民主管理。乐团的首席指挥需要通过乐团成员秘密投票，并且获得多数赞成的情况下才被认可成為首席指挥。
柏林爱乐原来隶属于柏林市政府的科学、研究与文化部，舊名為柏林爱乐管弦乐团（或譯作柏林爱乐交響乐团，簡稱：BPO）。但在2002年1月1日，柏林市议会通过并执行了关于柏林爱乐地位转变的新法律，並改用現今的名稱。在新法律之下，「爱乐基金会」成立，这标志着乐团有着更大的自主性。基金会的理事会由柏林爱乐的团长、艺术总监（即首席指挥）以及两名乐师组成，负责制定音乐会节目计划、音乐厅的经营、音乐普及教育、乐团成员的利益保护等等。一切决定都必须取得这4名理事会成员的一致同意。在理事会之上设有一个以监督理事会活动的监事会，其成员由柏林市政府文化部的负责人、市议会议员、乐师代表、乐团学院代表、爱乐管弦乐团之友协会代表组成。按基金会的章程规定：「基金会不是一个以赚钱为首要目标的机构，而要以公众利益为目标」。

### 义务
富特文格勒为柏林爱乐确立了一项传统，每年都要举行大约25场大众音乐会、6场民族音乐会和其他室内乐演奏会等等义务演出，作为回报国家和柏林市政当局向乐团提供的财政资助。后来又确定，柏林爱乐乐团每年举办的交响音乐会不得少于120场。
指挥阿巴多会邀请那些残疾，智力障碍的儿童去参观乐团的排练，试图通过音乐改善他们的心智。
自西蒙·拉特尔爵士上任以来，为了唤起青少年对古典音乐的兴趣，普及音乐知识，柏林爱乐启动了一个名为“未来”的校园行动。具体是乐团的乐手和拉特会到柏林的各个学校为学生解释、示范、演奏作品。此外，柏林某些学校乐队会定期在拉特尔指导下排练。

## 财政
柏林爱乐的驻地柏林爱乐厅有着大小两个音乐厅，其房屋、地皮产权归柏林市政府，而使用权则归乐团。乐团自己的音乐会占用率约为1/3，其他时间会出租给另外的乐队使用，以收取租金。柏林市政府给予爱乐基金会的补贴目前每年为1,400万欧元，是乐团支出预算的一半，也正好相当于乐团的全部员工的工资。另一半需要基金会通过音乐会收入、录制唱片、接受捐赠等方式获得，其中，国外巡回演出是乐团最重要的收入来源。

## 著名人物

### 樂團首席
- 諾亞·班迪克斯-巴格利（英语：Noah Bendix-Balgley）
- 樫本大進（日语：樫本大進）

### 聲部首席
- 卡尔·莱斯特，單簧管

## 作品節選

### 商業錄音

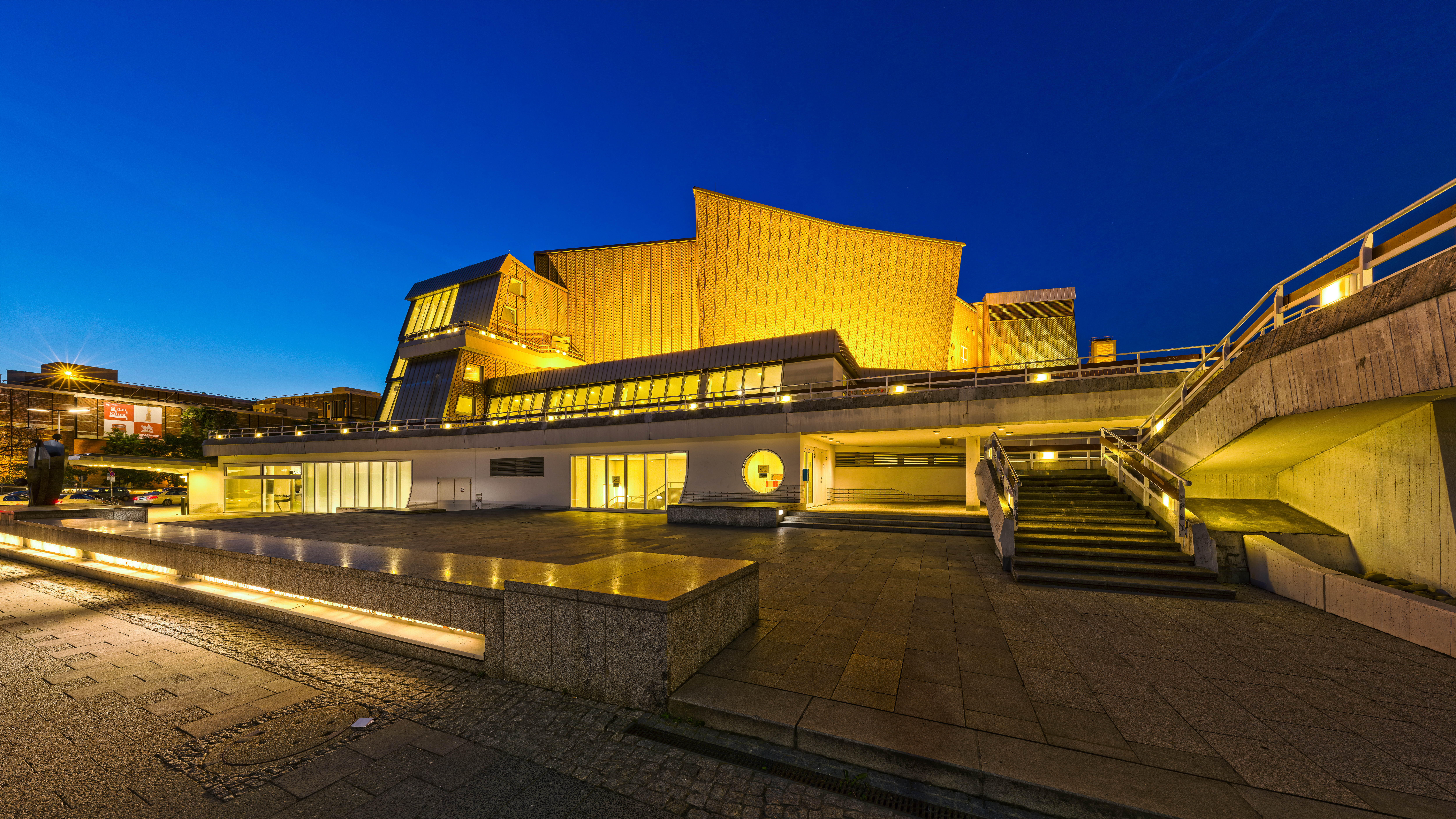
柏林爱乐厅

- 柏林愛樂一百年（100 Jahre Berliner Philharmoniker），德意志留聲機，1983年，33 LPs。這套專輯分為六輯[4]：

1. 1913 年到 1933 年 --- 早年的錄音
2. 威廉‧福特萬格勒
3. 卡拉揚
4. 客席演奏家們
5. 客席指揮家們：六人，分別是马泽尔、貝姆、阿巴多、弗里乔伊、约胡姆，以及库贝利克[4]
6. 卡拉揚的數位錄音